# バトルギア3

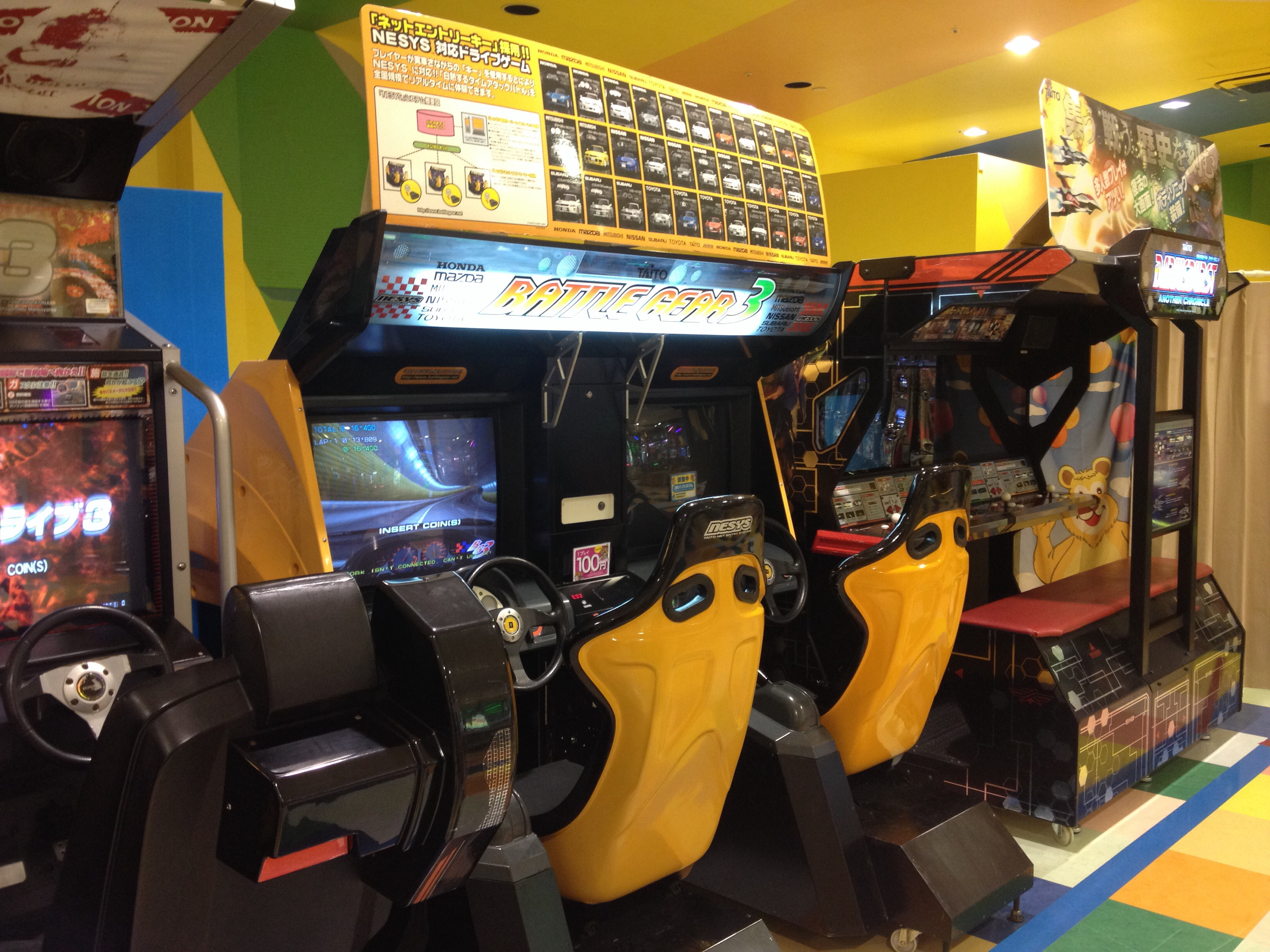
バトルギア3筐体

『バトルギア3』(BATTLE GEAR 3)は2002年11月にタイトーより発売されたアーケードレースゲームである。バトルギアシリーズ第3作目、前作サイドバイサイドシリーズから数えると5作目となる。
2003年12月にはコースと車を追加した『バトルギア3 Tuned』が発売され、同月25日には『3』がPlayStation 2に『Tuned』の極一部のコース、車を追加し移植された。

## 概要
基本的なゲーム内容は前作『バトルギア2』（以下「前作」）の継承だが、使用基板はナムコ製のPlayStation 2互換基板「SYSTEM246」となり、前作からグラフィックが大幅に進化。
今作からネットワークエントリーシステムNESYSが導入され、専用サーバに車のデータを1台保管するためのイグニッションキー型デバイスであるネットエントリーキーが登場。タイムアタックモードでは全国のプレイヤーのゴーストと競い合えるようになり、特定のコースや車でタイムアタックを行う「イベントレース」も追加された。
今作からゲーム開発に外部会社が携わるようになり、BGMは有限会社サウンドウェイブが担当、プログラム開発等にネクステックが参加している。
オープニングは『3』と『Tuned』で内容がそれぞれ異なる。

### 筐体
バトルギア3の筐体は1台で2人対戦できるツインタイプのみ。筐体中央にはネットエントリーキーを購入するキーベンダーが配置されている。キーの形状は4種類で、カラーは基本的に黒のみ。キーの通常設定価格は500円。
コクピット部分は前後スライドが可能なシート、ステアリング、アクセルとブレーキペダル、サイドブレーキ、シーケンシャルタイプのシフトノブ、ボタンは3つでスタート、視点切替、ハザードがあり、実車さながらのキー差込口で構成されている。
コインを投入後、スタートボタンを押すかキーを差込口に挿入しひねるとゲームがスタートする。すぐに対戦受付画面に推移するが、この際にハザードボタンを押しながらスタートするとキャンセルでき、1人専用プレイとなる。

### ネットワークエントリーシステム
ネットエントリーキーを使用すれば、NESYSを通じて登録した車両の外見カスタマイズをしたり、全国のプレイヤーとタイムを競い合ったり、専用Webサイト「BG3ガレージ」が利用できたが、続編となる 『 バトルギア4 Tuned』が2005年6月に稼働したこともあり同年12月26日の午前6時を以てBG3のオンラインサービスが終了、ガレージも2006年1月31日午前6時に閉鎖された。これに伴い全国での稼働店舗数は急速に減少、オフライン状態で継続稼働している店舗は極僅かになっている。

#### BG3ガレージ
使用料金は無料だが、利用できる機能は「ネットランキング」の閲覧程度と大幅に制限されていた。

#### マイガレージ
月額300円の利用料金を支払い、「BG3ガレージ」に「マイガレージ」を開設すれば、上記の機能に加え、車の外観変更、タイムアタックモードのデータ分析やチーム作成等のサービスが利用できた。
1つのマイガレージでネットエントリーキーを最大64個登録でき、専用のステッカーエディタ（及び経由）で作成した16色PNG画像を車に貼り付けたり、チームステッカーとしても使用できた。特にチーム機能やチームメンバー3名以上で参加できた「チームランキング」は好評を博し、2004年3月時点での全国のチーム結成数は1万を突破するほどであった。
本システムで特筆すべき点は「外観の改造のみ」に留まる点であり、エンジンやタイヤの調整などはなく、空力パーツを変更しても車両の性能は一切変化しないものであった。当時の他レースゲームを見ると車両の速さを改造するシステムが浸透していただけに賛否両論の評価であった。

## クラス別登場車種
アーケード版『3』で登場する車は全57車種で、PS2版『3』で4車種、『Tuned』で更に10車種が追加され全71車種となった。前作までは全車で外見上のチューニングが施されていたが、今作からは『Tuned』車を除くほぼ全車でメーカー純正仕様を再現した物となった。ちなみに、中には車体色、ホイールなどドレスアップパーツやエアロパーツ設定や、パワーステアリング機能の無い車種もある。
以下の表では『3』のタイムリリースで選択可能となったSクラス外の車種には※印、PS2版『3』で追加され、『Tuned』では初期選択できる車種は※＊の2印、『Tuned』で初期選択できる追加車種には＊印、『Tuned』で2004年3月3日以降使用可能となった車種には＊※の2印を付した。但し、筐体によってはアップデート未対応で※印や＊※印の車種が使えない筐体もあるので注意が必要である。

### Sクラス
超高性能スーパークラス。アーケード版『3』では2003年2月7日にタイムリリースされたが、筐体設定により選択可能のON/OFFが可能。PS2版『3』では「バトルギア」モードを攻略していかなければ使用できない。『Tuned』では初期から全車が選択可能。頭文字D、湾岸ミッドナイトを彷彿とさせるチューニングカーが多く、メーカーから実際に発売された特別仕様車もある。
- NSX TYPE R(NA2)
- インテグラ TYPE R TURBO TUNED(DC2)
- シビック TYPE R TUNED(EK9)
- RX-7 Type RS TWIN TURBO TUNED(FD3S)
  - ドライバーシルエットの髪型がツンツン頭になっている
- RX-7 Type RS SINGLE TURBO TUNED(FD3S)
  - ドライバーシルエットの髪型が長髪になっている
- サバンナRX-7 GT-X TUNED(FC3S)
- ランサーエボリューション VIII RS(CT9A)＊※
- ランサーエボリューション VII RS(CT9A)[注 15]
- ランサー GSR エボリューション IV TUNED(CN9A)
- ランサー GSR エボリューション III PCCS TUNED(CE9A)
- スカイラインGT-R  V-specII TUNED(BNR34)
- スカイラインGT-R  V-spec TUNED(BCNR33)
- スカイラインGT-R TUNED(BNR32)
- 180SX TYPE X TUNED(RPS13)[注 16]
  - この車種のみ助手席にもナビゲーターが座っている。
- インプレッサ WRX STi spec C tuned by STi(GDBC)[注 17] ＊※
- インプレッサ S202 STi version(GDBB)[注 17]
- インプレッサ typeR STi version VI TUNED(GC8)
  - ドライバーシルエットが、タバコのようなものを咥えている
- スープラ RZ TUNED(JZA80)
- MR2 GT TUNED(SW20)
- スプリンタートレノ GT APEX 3door MECHA TUNED(AE86)
  - ドライバーシルエットの髪型が異なる
- カローラレビン GT APEX 3door TURBO TUNED(AE86)
- カローラレビン GT APEX 3door SUPER CHARGER TUNED(AE86)

### Aクラス
高性能パワークラス。270馬力以上の車が対象。
- NSX TYPE S(NA2)
- RX-7 Type RS(FD3S) 5型
- ランサーエボリューション VIII GSR(CT9A)＊
- ランサーエボリューション VII GSR(CT9A)
- ランサー GSR エボリューション IV(CN9A)
- ランサー GSR エボリューション III(CE9A)
- フェアレディZ Virsion ST(Z33)＊
- スカイラインGT-R V-specII(BNR34)
- スカイラインGT-R V-spec(BCNR33)
- スカイラインGT-R(BNR32)
- レガシィ B4 2.0GT spec.B(BL5)＊※
- レガシィ S401 STi Version(BES)＊※
- インプレッサ WRX STi spec C Limited(GDBC)[注 17]＊
- インプレッサ WRX STi typeRA spec C(GDBB)[注 17]
- インプレッサ WRX STi Prodrive Style(GDBA)[注 17][注 18]
- レガシィ B4 RSK(BE5)
- インプレッサ WRX typeR STi version VI(GC8)
- インプレッサ WRX typeRA STi version VI(GC8)
- アルテッツァ 280T Z EDITION(SXE10)＊※
- スープラ RZ(JZA80)

### Bクラス
準高性能クラス。200～255馬力の車が対象。
- S2000(AP1)
- インテグラ TYPE R(DC5)
- インテグラ TYPE R(DC2)
- シビック TYPE R(EP3)
- RX-8 Type S(SE3P)＊
- サバンナRX-7 GT-X(FC3S) 前作までの∞から変更。
- FTO GP Version R(DE3A)＊※
- シルビア spec-R AERO(S15)
- シルビア K's AERO(S14) 後期
- シルビア K's(S13) 前期
- 180SX TYPE X(RPS13)
- シルビア K's TUNED(S13) 前期※
- セリカ TRD Sports M(ZZT231)＊※
- アルテッツァ RS200(SXE10)
- MR2 GT(SW20) 前作の5型から3型へ変更。
- セリカ GT-FOUR(ST205)

### Cクラス
標準性能クラス。バトルギア3初心者向けのクラスで、130～175馬力の車が対象。
- シビック TYPE R(EK9)
- ロードスター RS(NB8C)
- ロードスター(NA6CE)
- MR-S S EDITION(ZZW30) 前作では5速だったが、今作で6速化。
- スプリンタートレノ GT APEX 3door(AE86)
- カローラレビン GT APEX 3door(AE86)
- ヴィッツ 1.5 TURBO TUNED(NCP13)※
- カローラレビン TURBO TUNED(AE85)※

### Dクラス
低出力車クラス。バトルギア3初心者向けではあるが、あまりにもスピードが出ないため爽快感は無くなってしまう。85～115馬力の車が対象。アーケード版『3』の稼働初期はヴィッツのみだったが、タイムリリースやPS2版で車種が追加され、計6車種となった。この内、フィットとコルトのトランスミッションはCVTとなり、コルトのみMTが選択不可となっている。
- フィット 1.5T S Package(GD3)※＊
- デミオ スポルト(DY5W)※＊
- コルト Sports-X Version(Z27A)※＊
- マーチ 14s(BK12)※＊
- ヴィッツ 1.5 RS(NCP13)
- カローラレビン SR(AE85)※

## アーケード版で選択可能なモード

### ノーマルレース
コンピューターカーと対戦できるモード。車の出走数はコースにより異なり、原則的に上級までは6台または5台、超上級以降は4台となる。難易度は1から5まであり、コース選択画面でハザードボタンを押すと1から4まで、ハザードボタンを「Oh Yeah!」という音声が鳴るまで長押しすると5に変更可能。
エントリーキー使用時は難易度1からのスタートとなり、1位になるとそのコースの難易度を上げる事ができ、クリアした難易度に応じて称号が入手できた。

#### ワンメイクレース
ノーマルレースのワンメイク版で、全コンピューターカーがプレイヤーと同じ車となる。1人プレイ専用で、ノーマルモードにカーソルを合わせながら視点切替ボタンを押すと選択可能。

### タイムアタック
全国、もしくは筐体内に保存されたプレイヤーのゴースト車と同時に走行し、タイムを競い合うモード。1人プレイ専用。但し、ネットワークに未接続、エントリーキー未使用の場合は、最後に完走したプレイヤーのゴースト車との対戦になる。オンライン稼働時はエントリーキーを使うことでネットランキングに自動参加でき、全国最速、地域最速、同車種最速等様々な条件でゴースト車を選択することができた。

#### 匠モード（Tunedのみ）
壁に衝突せずに如何に速く走れるかを競うモード。1人プレイ専用で、タイムアタックモードに合わせながら視点切替ボタンを押すと選択可能。僅かでも壁に接触したりコースアウトすると、「壁に衝突した回数」「壁に接触、コースアウトしていた時間」「壁への衝突やコースアウトで減速した速度」から算出されるペナルティタイムが完走タイムに加算される。タイムアタックモードでは、ゴースト車と逆の左右いずれかのスタート位置になるのに対し、匠モードではゴースト車と同じ中央の位置からスタートする。

### 通信対戦
最大4人まで対戦可能なマルチプレイ専用モード。「レースモード」は1人プレイのノーマルレースと同様に、コンピューターカーを含めた最大6台での対戦となる。後続車のブーストも有り。「バトルモード」ではプレイヤー車のみとなり、「レースモード」時に掛かる後続車のブーストも掛からないため、実力とテクニックが要求される。

### イベントレース
不定期に開催されていたモード。基本的にはタイムアタックもしくは匠モードだが、参加車種に条件が設けられており、その条件に合致するエントリーキーでのみ選択できた。1本のネットエントリーキーにつき一度だけ参加でき、その時の記録でランキングが行われる。当然ながら失敗した際の再挑戦は（複数のキーを使用しない限り）不可能であった。2005年12月1日～12月15日間に開催されたイベントを最後に終了したが、イベントレースの詳細や結果は、2017年現在もバトルギア3公式サイトに掲載されている。

## PS2版で選択可能なモード

### クイックレース
アーケード版『3』と同様の「ノーマルレース」及び「ワンメイクレース」、画面分割による2人対戦の「VSレース」が選択可能。車種選択はアーケード版同様のメーカー毎か、「マイガレージ」から選択可能だが、Sクラスの車種は下記の「バトルギア」モードで入手していなければ選択できない。

### メインレース

#### マイガレージ
アーケード版と同様の車の外観変更や、TAのタイム記録が確認できる。

#### バトルギア
プレイヤーがクラス毎に事前決定した車で、各クラスのライバルカーと複数のコースで1対1で対戦するPS2版のメインモード。ライバルカーに勝利すると、全モードで使える車やドレスアップパーツが増えていく。PS2版でのSクラスの車種は、このモードで当該車種に勝利しなければ使用することはできない。そのクラスを勝ち越すとコンプリート、全勝するとパーフェクトとなり、パーフェクトで更に車が入手できる。全クラスコンプリートかパーフェクトで「中級B」、全車・全パーツ入手で「テスト（超上級B）」が出現する。

#### タイムアタック
アーケード版『3』と同様のタイムアタックモード。前作のPS2版と同様、モデムを介したゴーストデータのアップ&ダウンロードサービスも行われていた。

#### イベントレース
アーケード版『3』と同様に不定期に開催されていた、特殊条件下によるタイムアタックを行うモード。開催期間はアーケード版のそれとは別に行われ、2004年7月17日、18日に開催されたイベントを最後に終了したが、イベントレースの詳細や結果は、2017年現在もバトルギア3公式サイトに掲載されている。

## コース
アーケード版『3』で登場するコースは全7コースで、PS2版『3』で「中級B」「テスト（超上級B）」の2コースが隠しコースとして追加。
『Tuned』では稼働当初から3コースが追加、その後のオンラインアップデートで更に3コースが追加され、全13コースとなった。PS2版『3』で追加されたコースには※印、『Tuned』で追加されたコースには＊印、『Tuned』のアップデートで追加されたコースには＊※の2印を付した。但し、筐体によってはアップデート未対応で両方とも全10コースであったり、片方だけ全13コースで稼働している筐体もあるので注意が必要である。
カッコ内にモデルになったと思われる場所を記載。
- 超初級（首都高速道路）
- 初級（湘南海岸）
- 初級B（阪神高速1号環状線）＊
- 中級（芦ノ湖・箱根ターンパイク）
- 中級B（嵯峨野・奈良の田舎）※
- 上級（草木ダム）
- 上級B（日本アルプス）＊※
- 超上級（ヤビツ峠）
- 超上級B（オリジナルのサーキット[注 22]）＊※[注 23]
- 弩級（榛名山／前作の弩級）
- 弩級B（赤城山／前作の上級）＊
- 超弩級（八方ヶ原）
- 超弩級B（長尾峠／前作の超弩級）＊※

## その他
- 車2台が走行しているデモ中にシフトレバーかハザードボタンを入力すると、画面右上にNEXT GHOST:○/○と表示され、デモ終了後のコース別1位リプレイがデモ中に入力したものとなる。シフトレバーでコース、ハザードボタンでクラス選択が可能で、数字と英単語の羅列[注 24]で判別が可能。
- 視点切替ボタンを押しながらスタートボタンを押してゲームスタートすると、セレクト画面のBGMが前作のものになる。
- ミッションセレクト時に「MT」にカーソルを合わせた状態で視点切替ボタンを押しながらMTを選択すると、シフト操作を逆転させてプレイできる。
- AE85を選択してレースをすると、ロード中に出る選択車種の外観とインパネが表示される時、AE86レビンと同じ画面を使用している[注 25]。
- 前作と同様、1人プレイのレース中にスタートボタンとハザードボタンを押すと強制終了のカウントダウンが始まり、そのまま押し続けると強制終了できる。その回のクレジットは無駄となるが、同じコースや同じ車種で集中的に練習できるよう直ぐにコンティニューできる。
- レース中にスタートボタンを押すとヘッドライトのハイビーム照射が可能。スタートボタンを押し続ければその間はライトを点灯できるため、コース途中で霧により視界不良となる超弩級Bコースではある程度役に立つ。
- 「弩級」（どきゅう）の読みを間違えるプレイヤーが多かった[要出典]。